# Jiří Hlavatý (politik KSČ)
Jiří Hlavatý (7. prosince 1925 – ???) byl český a československý politik Komunistické strany Československa a poúnorový poslanec Národního shromáždění ČSR.

## Biografie
Ve volbách roku 1954 byl zvolen do Národního shromáždění za KSČ ve volebním obvodu Liberec. V parlamentu setrval do srpna 1959, kdy rezignoval a nahradil ho Oldřich Pavlovský. V roce 1954 se uvádí jako ředitel Pojizerských bavlnářských závodů Semily.